# Vitus Rubianto Solichin
Vitus Rubianto Solichin SX (ur. 15 listopada 1968 w Semarang) – indonezyjski duchowny katolicki, biskup diecezjalny Padang od 2021.

## Życiorys
Święcenia kapłańskie otrzymał 7 lipca 1997 w zgromadzeniu ksawerianów. Był m.in. wykładowcą seminarium w Bandungu, wicedyrektorem ds. akademickich wyższej szkoły filozoficznej w Dżakarcie, a także rektorem części filozoficznej tamtejszego zakonnego scholastykatu.
3 lipca 2021 papież Franciszek mianował go biskupem diecezjalnym Padang. Sakry udzielił mu 7 października 2021 nuncjusz apostolski w Indonezji – arcybiskup Piero Pioppo.